# Compañía Anónima Venezolana de Industrias Militares
La Compañía Anónima Venezolana de Industrias Militares (CAVIM) es una empresa pública de Venezuela dedicada al desarrollo del armamento, municiones, explosivos, maquinaria militar y desarrollo tecnológico del que se sirve las Fuerzas Armadas.
CAVIM fue creada mediante el decreto presidencial N° 883 del entonces presidente Carlos Andrés Pérez, el 29 de abril de 1975. Su misión principal es gestionar todas las unidades y procesos relacionados con el sector de seguridad y defensa nacional, siempre vigilando por su calidad y su sustento tecnológico.

## Productos

### Pistolas
- Beretta 92FS

- Pistola Zamorana[descontinuada]

- Beretta PX4 Storm
- Tanfoglio Force 99

### Sub-ametralladora
- F-Caribe (prototipo, estado incierto)

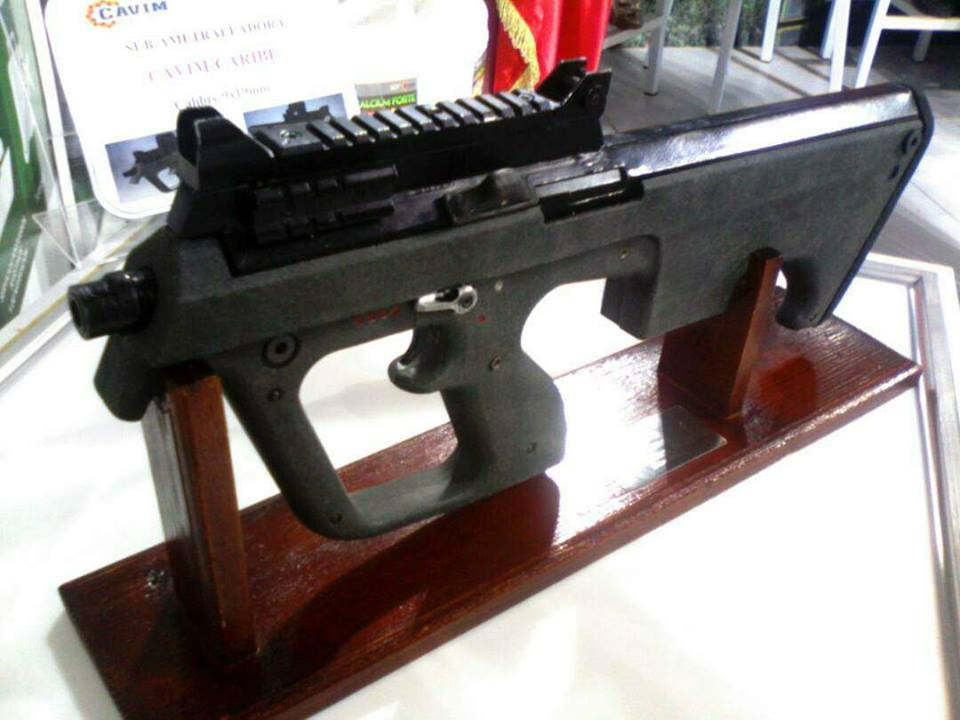
Nuevo Subfusil Bullpup 9 x 19 mm Parabellum F-Caribe en Presentación por CAVIM.

- Orinoco II

### Fusiles de asalto
- AK 103
- AK-104

[Se adquieren las licencias pero aún no se fabrican]

### Fusiles de francotirador
- Fusil Catatumbo

### Municiones
- 9 x 19 mm Parabellum

- 7,62 × 39 mm
- 7,62 × 51 mm OTAN
- 7,62 × 54 mm R
- 12,7 × 99 mm OTAN[2]